# Список переименованных населённых пунктов Мурманской области
В данном списке приведены населённые пункты, расположенные согласно современному административно-территориальному делению в Мурманской области России, название которых изменялось.

## А
- Белый → Апатиты (1926)

## В
- Урица → Видяево (сельский населённый пункт)[1]

## Г
- Ягельная Губа → Гаджиево (1967) → Скалистый (1981, город) → Гаджиево (1999)[2]

## З
- Западная Лица (1877) → Заозёрный (1958, посёлок) → Заозёрск (1981, город)

## К
- Хибиногорск → Кировск (1934)[3]
- Новое Луостари → Корзуново (сельский населённый пункт)[4]

## М
- Монча-Губа → Мончегорск (1935)
- Романов-на-Мурмане (1915) → Мурманск (1917)[5]

## О
- Оленья → Оленегорск (1957, город)
- Йоканьгский острог → Йоканьга (1920) → Гремиха (1938) → Островный (1981, город)

## П
- Печенга → Петсамо (1920) → Печенга (1940, посёлок городского типа)[6]
- Александровск → Полярное (1931) → Полярный (1939, город)

## С
- Ваенга → Североморск (1957, город)[7]
- Вьюжный → Снежногорск

## У
- Лесной → Умба (поселок городского типа)[4]

## Источник
- Е. М. Поспелов. Имена городов: вчера и сегодня (1917—1992): Топонимический словарь. — Москва: Русские словари, 1993. — 249 с.